# Oulchy-le-Château
Oulchy-le-Château è un comune francese di 856 abitanti situato nel dipartimento dell'Aisne della regione dell'Alta Francia.

## Società

### Evoluzione demografica
Abitanti censiti